# Kiss Diána Magdolna
Kiss Diána Magdolna, több forrásban csak Kiss Diána (Székesfehérvár, 1984. szeptember 27. –) Domján Edit-díjas és Tompos Kátya-díjas magyar színművész.

## Élete
1984. szeptember 27-én született. 1991–2003 között a Kodály Zoltán Ének-Zenei Általános Iskola és Gimnázium, mellette 1992–2003 között a Hermann László Zeneiskola és Zeneművészeti Szakközépiskola tanulója volt. 2007-ben szerzett diplomát a Színház- és Filmművészeti Egyetemen, zenés színészként, Ascher Tamás és Novák Eszter osztályában. 2004 óta szerepel színpadon és filmekben. 2007-től szabadúszóként dolgozott, majd 2016-tól a Vörösmarty Színház tagja.
Országos ismertséget a Munkaügyek című televíziós vígjátéksorozat hozott számára, melyben a fiktív munkaügyi hivatal új, érdes stílusú HR-esét alakítja, az ötödik évad kezdetétől fogva.

## Főbb szerepei

### Film
- A renitens (magyar bűnügyi sorozat, 2024)
- Szia, Életem! (magyar vígjáték, 2022)
- Frici és Aranka (magyar tévéfilm, 2022) ...Feldmesser Ibolya
- Post Mortem (magyar horror, 2021)
- Spirál (magyar filmdráma, 2021)
- Mintaapák (magyar tv-sorozat, 2020–2021)
- Az Úr hangja (magyar film, 2018)
- Örök tél (magyar történelmi filmdráma, 2018)
- Egynyári kaland (magyar tv-sorozat, 2018)[4]
- Oltári csajok (magyar tv-sorozat, 2018)
- A szomorú kacagány (magyar mesefilm, 2015)
- Munkaügyek (magyar tv-sorozat, 2015–2017)
- Szent Iván éjjelén (magyar színházi felvétel)
- Varázsfuvola  (magyar tévéfilm)
- Édes otthon (magyar kisjátékfilm, 2014)
- Hátsó lépcső  (magyar rövidfilm, 2014)
- A nagy füzet (magyarul beszélő, német-francia-magyar-osztrák háborús filmdráma, 2013)
- Képmás (magyar kisjátékfilm, 2013)
- Hacktion: Újratöltve (magyar tv-sorozat, 2013)
- Hacktion (magyar tv-sorozat, 2012)
- Külalak (magyar kisjátékfilm, 2011)
- Porcukor (magyar kisjátékfilm, 2010)
- Szelíd teremtés - A Frankenstein terv (magyar-német-osztrák filmdráma, 2010)
- Zimmer Feri 2. (magyar vígjáték, 2010)
- Örvény (magyar kisjátékfilm, 2008)
- Nyomtávváltás  (magyar kisjátékfilm, 2007)
- Loop (magyar rövidfilm, 2004)

### Színház
- A jég  - bemutató: 2008. szeptember 26., Nemzeti Színház
- A kis vakond, akinek a fejére csináltak  - bemutató: 2009. október 7., HOPPart Társulat
- Ahogy tetszik  - bemutató: 2011. november 25., HOPPart Társulat
- A nagy Romulus - bemutató: 2016. április 27., Budaörsi Latinovits Színház
- Antigoné  - bemutató: 2012. november 9., Gózon Gyula Kamaraszínház
- Baróthy Angyalai - bemutató: Hátsó Kapu
- Bál a Savoyban - bemutató: 2016. március 5., Nyíregyházi Móricz Zsigmond Színház
- Blue Hotel  - bemutató: 2013. február 6., HOPPart Társulat
- Chicago - bemutató: 2010. június 20., HOPPart Társulat
- Csak egy kis musical - Hair - bemutató: Színház- és Filmművészeti Egyetem, Ódry Színpad
- Csak egy kis musical - West Side Story - bemutató: Színház- és Filmművészeti Egyetem, Ódry Színpad
- Elefánttemető - bemutató: 2010. november 27., Merlin
- Életjáték - bemutató: 2007. május 30., Dumaszínház
- Eljövök érted - A kezdet - bemutató: 2010. április 22., HOPPart Társulat
- Gardénia - bemutató: 2010. november 28., Merlin
- Hajrá Háry! - bemutató: 2012. február 20., HOPPart Társulat
- Halálkemény - a mi dájhárdunk - bemutató: 2007. december 18., HOPPart Társulat
- Háló nélkül - bemutató: 2010. március 27., Jászai Mari Színház, Népház
- Három nővér - bemutató: 2015. február 6., HOPPart Társulat
- HOPPartklub - bemutató: HOPPart Társulat
- Hungari - bemutató: 2014. február 3., Titkos Társulat
- Ibusár-állomás - bemutató: HOPPart Társulat
- IV. Henrik - bemutató: 2005. március 13., Radnóti Miklós Színház
- Jó estét nyár, jó estét szerelem - bemutató: 2015. szeptember 6., Pesti Színház
- Kalózkaland - bemutató: 2009. március 20., Szegedi Nemzeti Színház
- Kaukázusi krétakör - Tatabánya - bemutató: 2009. szeptember 26., Jászai Mari Színház, Népház
- Klauzál tér - bemutató: 2012. május 1., Sirály
- K.mama - bemutató: Színház- és Filmművészeti Egyetem, Ódry Színpad
- Korcsula - bemutató: 2006. október 1., Színház- és Filmművészeti Egyetem, Ódry Színpad
- Korijolánusz - bemutató: 2010. október 1., HOPPart Társulat
- Kottavető, avagy fejjel a hangfalnak - bemutató: 2013. március 14., HOPPart Társulat
- Leányvásár - bemutató: 2013. július 5., Szegedi Szabadtéri Játékok - Dóm tér
- Merlin, avagy Isten, Haza, Család - bemutató: 2012. október 19., Örkény István Színház
- Nehéz Istennek lenni - bemutató: 2011. május 26., Proton Színház
- Olivér! - bemutató: 2008. november 7., Csiky Gergely Színház
- Pardon! Operett... - bemutató: Színház- és Filmművészeti Egyetem, Ódry Színpad
- Pilonon - bemutató: Színház- és Filmművészeti Egyetem, Ódry Színpad
- Szent Iván éjjelén - bemutató: 2006. december 13., Merlin
- Szentistvánnapi búcsú - bemutató: 2006. október 29., Radnóti Miklós Színház
- Szerencsés flótás - bemutató: 2012. augusztus 2., FÜGE Produkció
- SZERET...lek - bemutató: 2011. március 1., HOPPart Társulat
- Szörprájzparti - bemutató: HOPPart Társulat
- Tovább is van... - bemutató: 2007. október 19., HOPPart Társulat
- Túl vagy a nehezén, most jön a neheze - bemutató: 2007. április 19. Színház- és Filmművészeti Egyetem, Ódry Színpad
- Urbi et orbi - bemutató: 2014. április 11., HOPPart Társulat
- Vakrepülés / Embervásár - bemutató: 2006. november 5., Színház- és Filmművészeti Egyetem, Ódry Színpad
- Vándoristenek - bemutató: Fogasház
- Varázsfuvola - bemutató: 2007. február 7., HOPPart Társulat
- Vicces, királykisasszony? - bemutató: 2015. március 19. Manna Produkció
- West Side Story - bemutató: 2009. december 11., Csiky Gergely Színház
- West Side story - bemutató: 2012. február 18., Szegedi Nemzeti Színház
- 9-es terv a világűrből - bemutató: Szkéné Színház

## Díjai, elismerései
- Domján Edit-díj (2023)[5]
- Tompos Kátya-díj (2025)[6]